# الرقابة في ألمانيا
تسرد هذه المقالة أشكال الرقابة في ألمانيا عبر التاريخ.

## جمهورية فايمار (1918-1933)
حظرت المادة 118 من دستور فايمار الرقابة بالجملة التالية: «لا وجود للرقابة هنا». استثنت هذه المادة التصوير السينمائي، إذ نُظمت صناعة السينما من قبل منظمة مقر تقييم التصوير السينمائي. تجسّد الهدف من هذه المنظمة في مراقبة الأفلام السينمائية الصادرة في ألمانيا بسبب المواد الإباحية وغيرها من المحتويات غير اللائقة.
ينص قانون حماية الشباب من المؤلفات الرديئة والقذرة الذي صدر في 18 ديسمبر في عام 1926 على الرقابة الجزئية (القيود على التوزيع) للمواد المطبوعة لصالح الشباب، وذلك على الرغم من أنه طُبّق فقط بعد النشر على أساس كل حالة على حدة. تضمن القانون أيضًا حدودًا لما يمكن مراقبته وعلى الأساس الذي يمنع إضافة المواد المطبوعة إلى الفهرس لأسباب سياسية، أو اجتماعية، أو دينية، أو أخلاقية، أو متعلقة بالنظرة إلى العالم. هدف هذا التنظيم إلى تقييد المحتوى الذي يمكن أن يفسد الشباب فكريًا ومعنويًا وجسديًا. تضمن هذا المحتوى الضار روايات الدايم والكتب المتسلسلة والمنشورات الدرامية. حافظت جمهورية فايمار على عدد من الأحكام الجنائية المتعلقة بجرائم الكراهية والتعبير المعادي للسامية.

## ألمانيا النازية (1933-1945)
أسس أدولف هتلر بعد وقت قصير من وصوله إلى السلطة في عام 1933 وزارة الدعاية بهدف التحكم في جميع أشكال الاتصال الجماهيري في ألمانيا. وظفت هذه الوزارة 1500 موظف موزعين على 17 إدارة في ذروة فترة نفوذها. وُضعت سياسة الرقابة وطُبقت من قبل وزير الدعاية الرايخ يوزيف غوبلز. أشرف غوبلز بدوره على كل المواد التي تُنشر على جميع وسائل الإعلام، والتي كان من المقرر نشرها على نطاق واسع مثل الأدب والموسيقى والصحف والمناسبات العامة. رُوقبت وسُحبت أي مادة تهدد سمعة حكومة هتلر أو تتحدث بطريقة سيئة عن النظام بسرعة، وجُمعت وحُرقت الكتب التي كانت تُطلب باستمرار والتي كتبها المؤلفون اليهود. رأى البيروقراطيون النازيون أن عملهم ومراقبة المعلومات أمر ضروري. كانوا دائمًا متأهبين لأداء واجبهم في حماية الجمهور الألماني من أضرار الكتب غير المرغوب بها.
كانت السيطرة على المعلومات المنتشرة بين الشباب أساسية بشكل خاص للحكومة الألمانية. أحرقت الحكومة الألمانية بعد فترة وجيزة من وصول النازيين إلى السلطة ثلث إجمالي ممتلكات المكتبات في ألمانيا في 10 مايو في عام 1933. أحرق الجنود ما لا يقل عن 25 ألف كتاب في وسط برلين، وتحدث غوبلز عن أشرار الأدب وشجع الحشود الهائلة على التنديد وترديد الجملة التالية: «لا للفساد والفساد الأخلاقي». بدأ هذا الحدث بجهد كبير لتوضيح سيطرة الحكومة ومواءمة الرأي العام مع أيديولوجية الحزب. كان هدف الرقابة في ظل النظام النازي بسيطًا، وهو تعزيز القوة النازية وقمع وجهات النظر والمعلومات المتعارضة.

## ألمانيا الشرقية (1945-1990)
حُظر أي نوع من أنواع الرقابة وفقًا لدستور جمهورية ألمانيا الديمقراطية، واتخذت حكومة الجمهورية العديد من الإجراءات لضمان ارتباط جميع المنشورات مع أسسها الأيديولوجية.
كُلّف مكتب الإدارة العليا للنشر وتجارة الكتب بتنظيم جميع المواد المنشورة في جمهورية ألمانيا الديمقراطية. هدف المكتب إلى إنتاج مواد كانت صحيحة من الناحية السياسية وتعكس القيم الشيوعية، وأُعلن عن المكتب في كثير من الأحيان للجمهور باعتباره وسيلة لتحسين نوعية الأدب. كان معظم رؤساء الأقسام شخصيات أدبية لها تاريخ من الولاء الحزبي، وغالبًا ما شغل رئيس سابق لمؤسسة النشر أو مؤلف سابق هذا الدور.
توجّب على المؤلف أو الناشر تقديم العمل إلى المكتب والحصول على تصريح من أجل نشر المواد وطباعتها، وعادة ما كان يمر الكتاب بفترة معالجة تتراوح بين شهر إلى شهرين. رُفضت العديد من طلبات النشر، إذ تشكل فريق مكون من ستة أفراد يرفض عادة 250 مخطوطة كل عام بعد تلقيه نحو 600 مخطوطة. نُشرت الكتب التي وافق الفريق على نشرها وجرى تداول نحو 1000 نسخة من كل كتاب.
نُظمت أنواع أخرى من الفن بشكل كبير، وطُلب الإذن لعرض أو تنفيذ أي فن بصري، ولم يُوظَّف الصحفيون دون موافقة الحكومة.
تجسد الهدف الأساسي لرقابة ألمانيا الشرقية -سواء كان ذلك لتنظيم الكتب أو الأفلام أو غيرها من أشكال الفن- بحماية مصالح الشيوعية وتطبيقها. مُنعت الأعمال التي تنتقد الحكومات الألمانية الشرقية أو السوفييتية، وأيضًا الأعمال التي تبدو متعاطفة مع الفاشية.
زاد رفض الأعمال التي تغنّت بألمانيا الغربية مع ازدياد شعور سكان ألمانيا الشرقية بالاستياء الشديد من حالة البلاد في عام 1989 تقريبًا. فرّ الآلاف من الألمان الشرقيين غربًا فزاد بذلك الطلب على المواد الألمانية الغربية مثل الأفلام والكتب والمجلات. عانى سوق الأدب لمنشورات ألمانيا الشرقية نتيجة لذلك، وبقيت الكتب دون نشر في مستودعات المكتب بسبب انعدام الطلب عليها.

## ألمانيا الغربية (1945-1990)
خضعت وسائل الإعلام الألمانية الغربية للرقابة من قبل القوات المهنية المتحالفة خلال فترة ما بعد الحرب العالمية الثانية. تعرض جميع المؤلفين والناشرين والموزعين والبائعين للملاحقة القضائية بسبب نشرهم للمواد السامة. نُظَّم المحتوى الذي يعرض التأثيرات الشيوعية أو الميول المناهضة للديمقراطية بشكل كبير. تميزت المنشورات المقبولة الأكثر شهرة بولائها للحزب، فقمع مسؤولو حكومة ألمانيا الغربية أي محتوى لم يلمّح إلى الدعم السياسي والقومية. أُزيلت المنشورات التي خلت من الدعم الكامل للحزب من على رفوف الاكتشاف وأُضيفت إلى القائمة السوداء. صودر نحو 30 ألف عنوان ودُمّرت كل النسخ، وغالبًا ما كانت تُكتشف مثل هذه الأعمال من قبل أحد موالي حزب غير حكومي ملتزم بالقضية. اعترف ممثل قوات الحلفاء بعدم اختلاف الأمر من ناحية المبدأ عن حرق الكتب النازية، واعتُبر هذا الإجراء جزءًا مؤقتًا من برنامج اجتثاث النازية.
تجسّد الهدف الرئيسي الآخر للرقابة الواسعة في ألمانيا الغربية بحماية الشباب من المواد السامة. عمل المسؤولون الحكوميون بلا كلل لمنع الأفراد دون سن الثامنة عشر من التعرض لمحتوى غير أخلاقي أو خطير أو غير مناسب. قُيدت الأشرطة والأفلام والكتب والمجلات والموسيقى وأُضيفت إلى قائمة «المؤلفات التي تهدد الشباب» في حالة عرضها لمحتوى غير لائق. أخذ المسؤولون على عاتقهم تخليص الشباب في ألمانيا الغربية من المحتوى الذي يتضمن الشتائم، أو التفاعلات الجنسية، أو المودة المفرطة، أو الحرب، أو تعاطي المخدرات.

## ألمانيا بعد إعادة توحيد (1990 حتى الآن)
خُففت القيود على المؤلفات عند تولّي الحكومة الرسمية (جمهورية ألمانيا الاتحادية) الحكم. ضمن الدستور الألماني الجديد حرية الصحافة والكلام والرأي. طُبقت نفس تدابير الحماية والقيود في ألمانيا الغربية على ألمانيا المعاصرة منذ احتفظت ألمانيا بدستور ألمانيا الغربية بعد انضمام ألمانيا الشرقية إلى سلطتها القضائية. إن العولمة المستمرة وظهور التسويق عبر الإنترنت يمثلان مجموعة جديدة من التعقيدات في قوانين الرقابة والمعلومات الألمانية.
يمكن مراقبة المنشورات التي تنتهك القوانين (مثل الترويج للتحريض أو الافتراء والتشهير) في ألمانيا اليوم مع فرض عقوبات على المؤلفين والناشرين. تحظر المادة 86 أ من قانون العقوبات الألماني بشكل صارم العرض العام لرموز المنظمات غير الدستورية، مثل حزب العمال القومي الاشتراكي الألماني (الحزب النازي) والشركات التابعة له. وُضعت الأعمال التي كتبتها أو طبعتها منظمات غير دستورية مثل الحزب النازي أو فرقة الجيش الأحمر على الفهرس. يُحظر إنكار الهولوكوست العلني أيضًا، ويُعاقب بشدة بالسجن لمدة تصل إلى خمس سنوات. يؤدي قرار المحكمة الذي يفترض انتهاك المنشور للحقوق الشخصية لشخص آخر أيضًا إلى فرض رقابة عليه (فيمكن مثلًا إجبار صحيفة على عدم نشر صور خاصة).
إحدى هيئات الرقابة الرسمية في ألمانيا هي مجلس المراجعة الفيدرالي لوسائل الإعلام المؤذية للأحداث. يمكن شراء الوسائط المدرجة في هذه الهيئة من قبل البالغين فقط، على الرغم من أنها ليست محظورة قانونيًا، وعادةً ما يكون معرض البيع محظورًا أيضًا. غالبًا ما يحاول الناشرون تجنب الفهرسة لجعل الوسائط متاحة لجمهور أوسع، في حين أن هذه الفهرسة يمكن أن تمنح الدعاية لبعض الأعمال. تشمل الطرق الشائعة لهذا التجنب تقليل المشاهد العنيفة في الأفلام وإزالة الرموز النازية في الألعاب في حالات الدعاية. تتيح أغراض التعليم وحرية الفنون ظهور الرموز النازية في الأفلام والألعاب في حالات أخرى. 

### الرقابة الدينية
نشأ في عام 2002 جدل قانوني بشأن حملة «القوة من أجل الحياة» التي أسستها مؤسسة كريستيان آرثر إس. دي موس والتي تضم المشاهير كليف ريتشارد وبرنارد لانغر. حُظرت الإعلانات التلفزيونية لكتابهم نظرًا لاعتباره إعلانًا عن نظرة عالمية أو دين ما، وهو أمر محظور بموجب المادة السابعة من البند الثامن من معاهدة الدولة بشأن البث والقوانين الأوروبية المتعلقة بوسائل الإعلام. لم يكن هناك اعتراض حول ملصقات الإعلانات والإعلانات الصحفية.